# روی (اورگن)
روی (به انگلیسی: Roy) یک منطقهٔ مسکونی در ایالات متحده آمریکا است که در شهرستان واشینگتن، اورگن واقع شده‌است.